# Škoda 10T

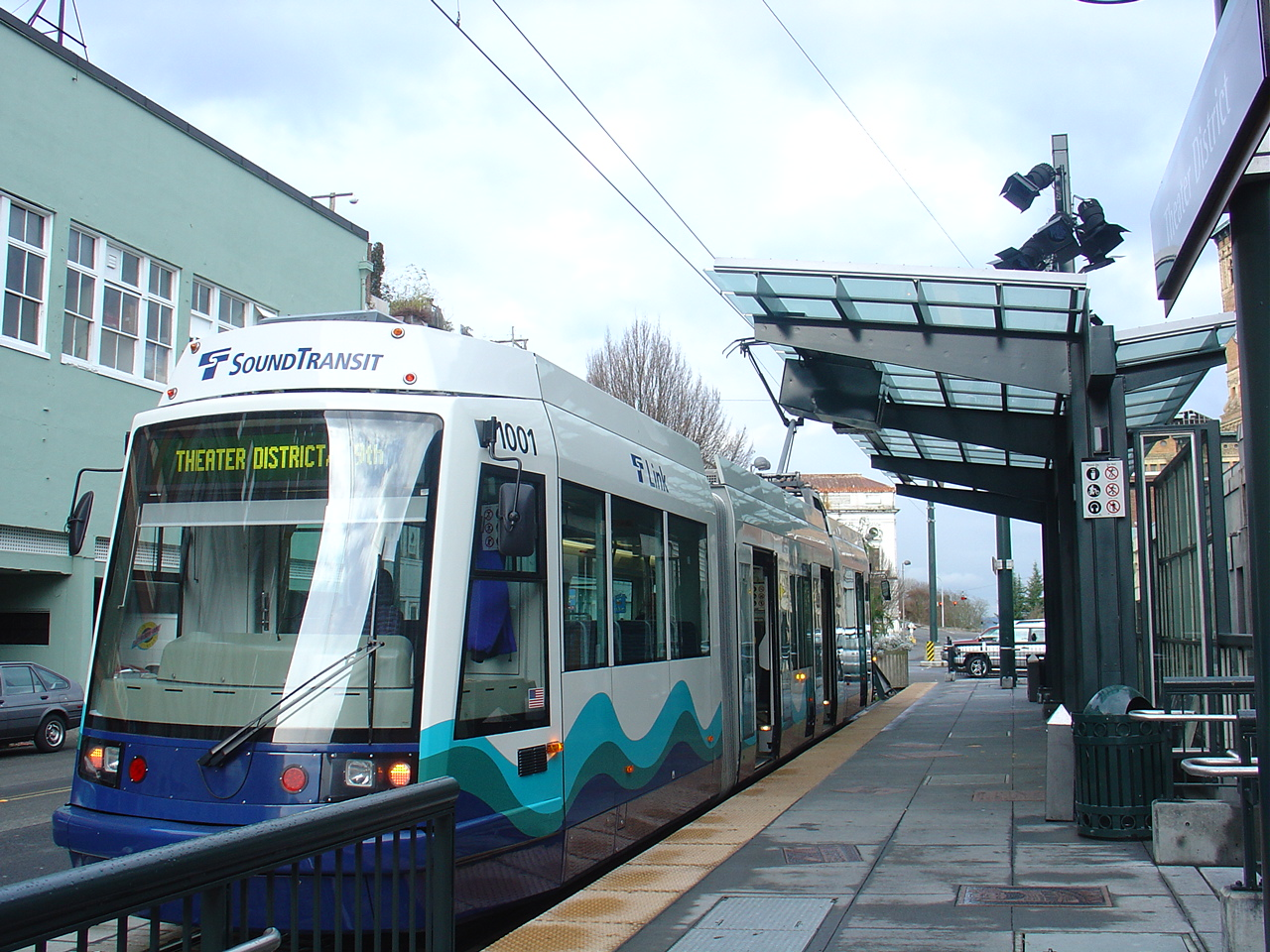
Tacomský vůz 10T

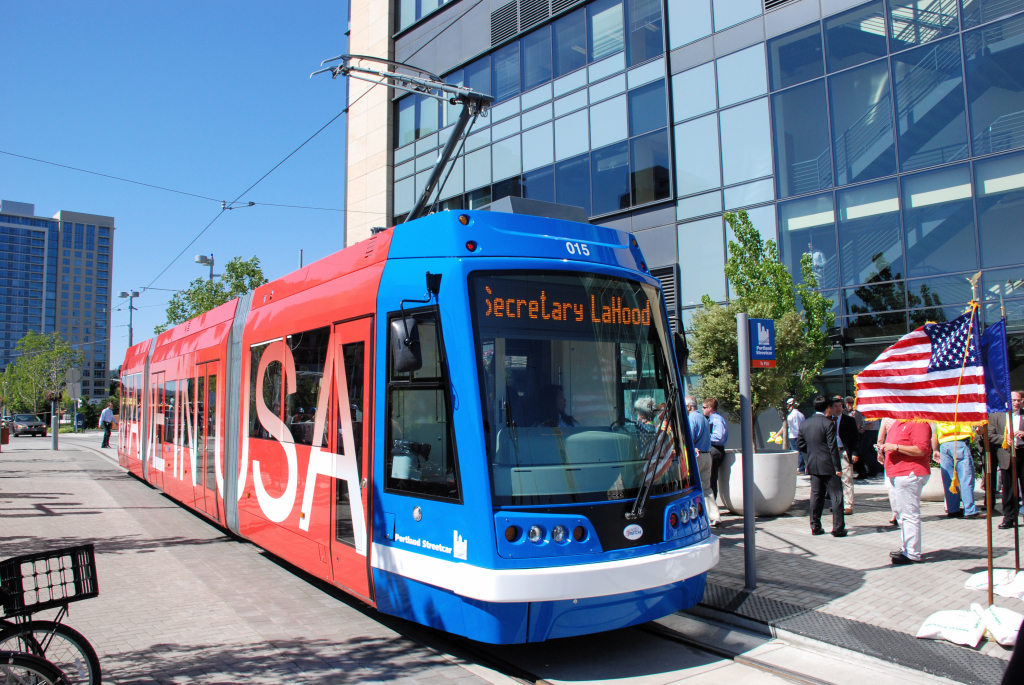
Prototyp tramvaje 10T3 (vyrobená v USA) v Portlandu

Škoda 10T (obchodní název Elektra) je česká tříčlánková nízkopodlažní tramvaj, která vychází z typu 03T.

## Konstrukce
10T je obousměrný čtyřnápravový motorový částečně nízkopodlažní tramvajový vůz. Skládá se ze tří článků, které jsou spojeny klouby a krycími měchy. Na obou stranách vozové skříně se nachází troje předsuvné dveře (dvoje dvoukřídlé, jedny jednokřídlé).
Obousměrná tramvaj 10T konstrukčně i designově vychází z typu jednosměrné tramvaje 03T, která jezdí v několika českých městech. Byly provedeny určité úpravy (např. vypuštění dveří v posledních článcích). Nízkopodlažní je střední článek (350 mm nad temenem kolejnice), který je zavěšen mezi krajní podvozky. Ty jsou usazeny na pevných podvozcích, proto mají podlahu ve výšce 780 mm nad temenem kolejnice. Podíl nízké podlahy dosahuje 50 %. Celý vůz, tedy kabina řidiče i prostor pro cestující, je klimatizován. Přímo ve vozech (pouze pro Portland) je nainstalován automat na jízdenky. Elektrická výzbroj pochází od rakouské firmy Elin.

## Dodávky tramvají
V letech 2001 až 2009 bylo vyrobeno celkem 11 vozů ve třech sériích.
| Současný stát | Město    | Článek | Typ  | Roky dodávek | Počet vozů | Evidenční čísla při dodání | Poznámky                                 | Zdroj |
| ------------- | -------- | ------ | ---- | ------------ | ---------- | -------------------------- | ---------------------------------------- | ----- |
| USA           | Portland | článek | 10T0 | 2001         | 5          | 001–005                    |                                          | [ 5 ] |
| USA           | Portland | článek | 10T2 | 2002         | 2          | 006, 007                   |                                          | [ 5 ] |
| USA           | Portland | článek | 10T3 | 2009         | 1          | 015                        | vyroben ve spolupráci s United Streetcar | [ 5 ] |
| USA           | Tacoma   | článek | 10T1 | 2002         | 3          | 1001–1003                  |                                          | [ 5 ] |

## Provoz
V letech 2001 a 2002 bylo vyrobeno celkem 10 vozů. Tramvaje byly vyrobeny v závodě Škoda v Plzni a hotové byly po lodi přepraveny do USA, přičemž jeden z portlandských vozů byl v březnu 2001 testován na plzeňské tramvajové síti s číslem 111.
V roce 2006 získala na stavbu tramvají 10T licenci firma Oregon Iron Works (OIW) sídlící na předměstí Portlandu. Projektovou dokumentaci obdržela OIW zdarma, podmínkou však bylo použití pohonu, výzbroje a dalších součástek vyrobených Škodou. Oproti ostatním tramvají 10T byla pozměněna přední maska. Rozpracovaný prototyp, označený sérií 10T3 a evidenčním číslem 015, byl z OIW do Portlandu přepraven v květnu 2009, kde byl v prostorách dopravce dokončen a následně 1. července 2009 slavnostně předán do provozu. Nicméně se jednalo o spíše symbolický akt, neboť tramvaj ještě v polovině srpna 2009 vykonávala pouze zkušební jízdy bez cestujících. Pohon Škoda, který nahradil pohon Elin použitý ve starších vozech z let 2001 a 2002, se ale neosvědčil a musel být nahrazen. Dodavatelem nového pohonu se stala firma Rockwell Automation, přičemž začátek nových zkoušek se očekával v červenci 2011. Samotný vůz se dostal do běžného provozu až v září 2012. V plánu také bylo vyrábět sérii 10T4, která měla být určena pro oblasti s horkým podnebím (Texas, Arizona apod.). Takové vozy měly být vybaveny výkonnější klimatizací, skly s odraznou vrstvou či silnější izolační vrstvou.
United Streetcar, dceřiná firma OIW, vyráběla na základě licence Škody další vozy. Ty již byly vybaveny elektrickou výzbrojí Rockwell a byly označeny jako typ USC 100, neboť Škoda se již na nich nijak nepodílela. Do Portlandu bylo dodáno šest vozů USC 100 (2013–2014), do Tucsonu osm vozů USC 200 (lišících se především vylepšenou klimatizací; 2013–2014) a do Washingtonu tři vozy USC 100 (2014). V roce 2015 ukončila firma United Streetcar svoji činnost.

## Odraz v kultuře
Tramvaj 10T se objevila v americkém seriálu Simpsonovi. V šestém díle 31. řady s názvem „Dřevorubání“ (2019) se v ní svezl Homer s dětmi při návštěvě Portlandu.